# Concerned Women for America
Concerned Women for America (Mujeres Preocupadas por los Estados Unidos) es un grupo político conservador cristiano activista estadounidense. El grupo fue fundado en 1979 por Beverly LaHaye, esposa del cofundador de la Christian Coalition Timothy LaHaye, como una respuesta a las actividades de National Organization for Women y una entrevista de 1978 por Barbara Walters a la feminista Betty Friedan. Concerned Women for America se define a sí mismo como:
Nosotros somos la organización política de mujeres más grande, con una rica historia de 28 años ayudando a nuestros miembros a lo largo del país, llevando principios Bíblicos a todos los niveles de políticas públicas. Ayudamos a las personas a enfocarse en seis temas, los cuales creemos en la necesidad de principios Bíblicos y donde nosotros podemos tener el impacto más grande.
La CWA no publica la cantidad de sus miembros, pero sobre la base de estimados realizados por agencias externas se puede decir que está entre los 250.000 y 750.000 miembros, dependiendo de cómo se defina el ser miembro. En el 2006 la circulación de su periódico bimensual Family Voice fue estimada aproximadamente en 200.000 copias.